# Jan I Moretus

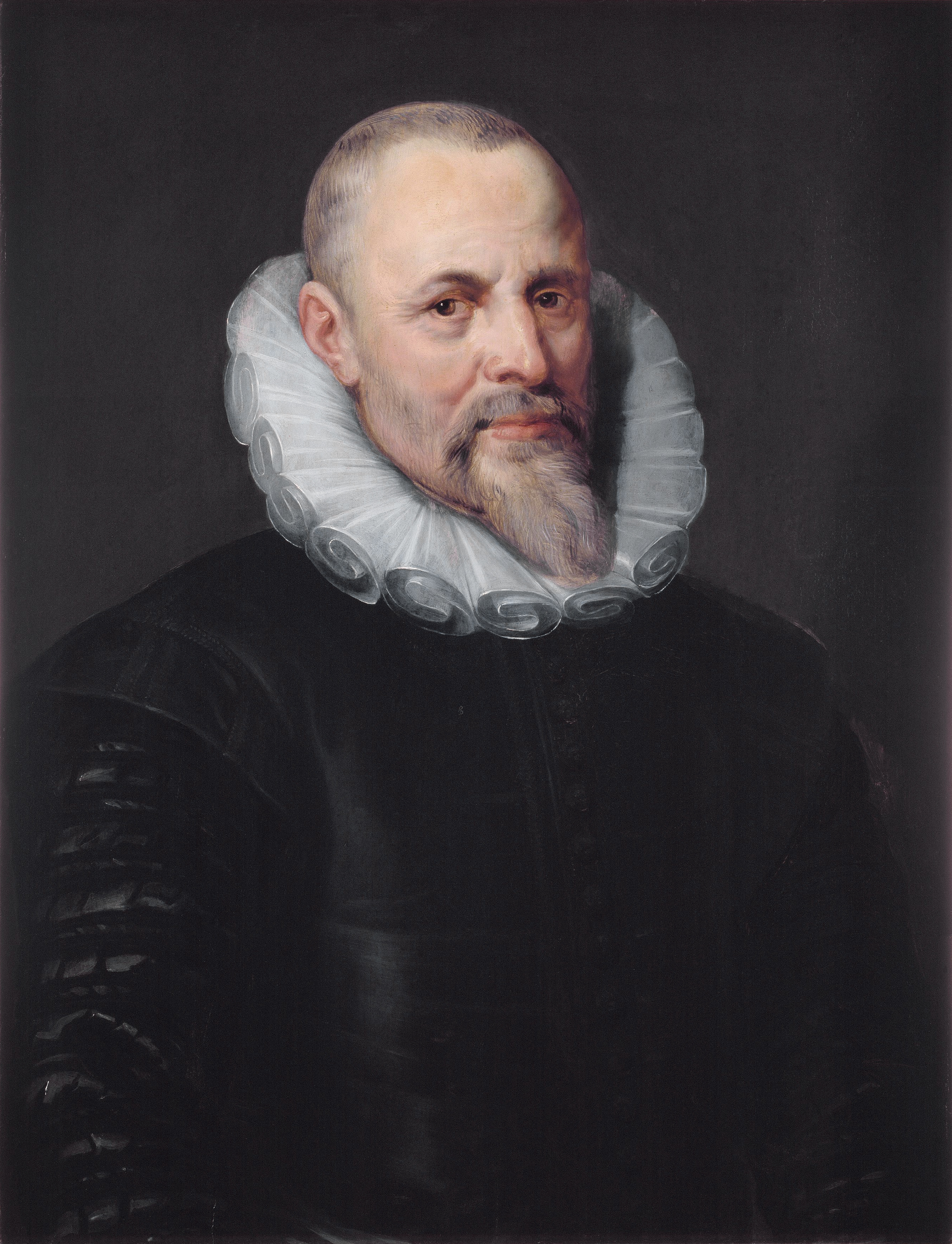
Jan (I) Moretus door Peter Paul Rubens

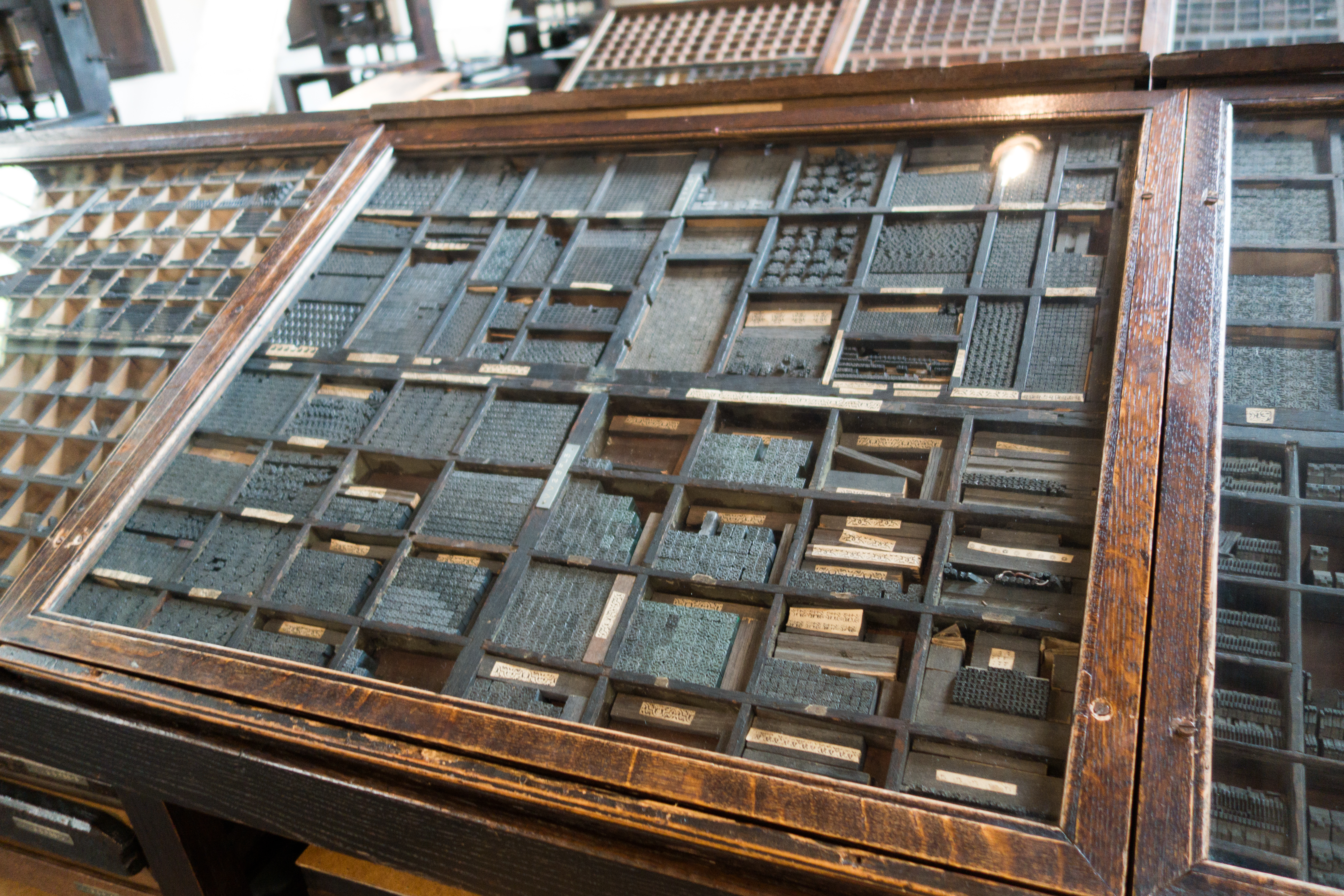
Letterbak in het Plantin-Moretusmuseum

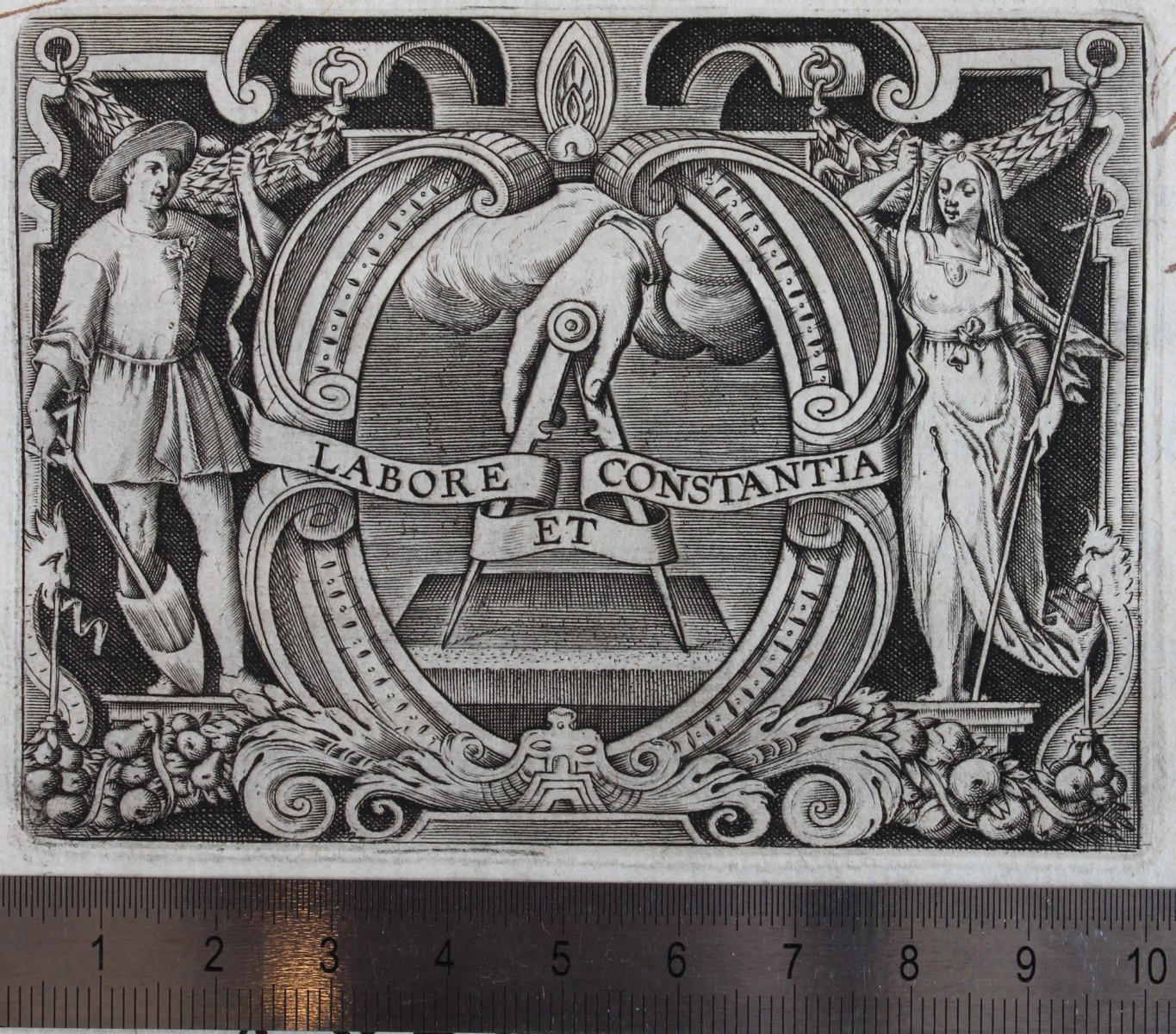
Drukkersmerk van Jan I Moretus, gevonden in Henricus Sedvlius, Præscriptiones adversvs hæreses (1606), Openbare Bibliotheek Brugge 1875a (f. *1 recto)

Jan I Moretus (ook Johann Moerentorf) (Antwerpen, 2 mei 1543 – aldaar, 22 september 1610) was een drukker in de Spaanse Nederlanden. Met hem startte het uitgevers- en drukkersgeslacht Moretus, dat zou blijven bestaan tot diep in de 19de eeuw.
Hij begon in 1557 bij Christoffel Plantijn, werkte zich op tot diens rechterhand en trouwde in 1570 met zijn dochter Martina Plantijn. Na Plantijns dood volgde Moretus hem op als eigenaar van de drukkerij. 
Hij drukte in totaal 640 werken, vooral ernstige werken van religieuze aard, meestal in het Latijn geschreven, maar ook werken over geschiedenis en van humanistische auteurs. Moretus was de uitgever van alle werken van Justus Lipsius (62 edities, waaronder De Constantia). 
Na het overlijden van Jan I Moretus in 1610 nam zijn vrouw Martina de Officina Plantiniana over, hoewel ze het beheer aan hun zonen Jan II en Balthasar I Moretus overliet. Die moesten samen het bedrijf als één geheel leiden. 
De gebouwen in Antwerpen waar de drukkerij zich bevond en de familie woonde, zijn heden omgevormd tot het Plantin-Moretusmuseum.

## Moerentorfbijbel
Deze bijbelvertaling werd in 1599 gedrukt door Jan Moretus. De Leuvense Bijbel uit 1548 was het katholieke antwoord op de steeds grotere verspreiding van protestantse bijbels. De Moerentorfversie stamt van 1599 en is dus ouder dan de Statenvertaling. Het was, getrouw aan het standpunt van de kerk, een vertaling uit het Latijn. 